# Neochromis omnicaeruleus
Neochromis omnicaeruleus là một loài cá thuộc họ Cichlidae. Nó là loài đặc hữu của Tanzania. Môi trường sống tự nhiên của chúng là hồ nước ngọt.